# Kendua Upazila
Kendua Upazila är ett underdistrikt i Bangladesh. Det ligger i den centrala delen av landet, 110 km norr om huvudstaden Dhaka.
Trakten runt Kendua Upazila består till största delen av jordbruksmark. Runt Kendua Upazila är det mycket tätbefolkat, med 1 313 invånare per kvadratkilometer.